# Podczachy (województwo łódzkie)
Podczachy – wieś w Polsce położona w województwie łódzkim, w powiecie kutnowskim, w gminie Kutno.
Wieś szlachecka położona była w drugiej połowie XVI wieku w powiecie łęczyckim województwa łęczyckiego. W latach 1975–1998 miejscowość położona była w województwie płockim.